# Serj Tankian
Serj Tankian (armensk: Սերժ Թանկյան) (født 21. august 1967 i Beirut, Libanon) er en amerikansk/armensk musiker. Tankian er bedst kendt for sit arbejde med det alternative metal-band System of a Down. I 2007 udgav Serj Tankian sit første soloalbum ved navn Elect the Dead hvor han selv stod for en stor del af instrumentindspilningerne og al sang.  

## Biografi
I en alder af fem år flyttede Serj Tankian med sine forældre til Los Angeles i Californien. Som  barn tog han sanglektioner i fire år samt guitar. Serj endte på en armensk skole, kaldet Rose & Alex Pilibosl. Efter high school studerede han marketing. 
I 1993 stiftede han bandet Soil med Daron Malakian som senere splittede op. Serj og Daron lavede derefter et andet band ved navn Victims of a Down som var navngivet efter et digt Daron havde skrevet. Serj mente dog at Victims skulle ændres til System fordi ordet føltes "stærkere." 
Serj Tankian er også venstre-orienteret aktivist, og kæmper mod uretfærdighed og vold. Den 13. september 2001, to dage efter angrebet på World Trade Center, skrev han et essay på System of a Downs officielle hjemmeside, hvor han beskrev og kommenterede situationen. Essayet blev kaldt Understanding Oil, da mange af læserne misforstod budskabet. Serj Tankian er desuden vegetar og fortaler for dyrs rettigheder, og har medvirket i en flyer om vegetarisme for Anima og PETA.

## Sideprojekter
Udover at være et medlem af System of a Down har Tankian også sit eget pladeselskab som hedder Serjical Strike Records en underdivision af Columbia Records. Han har også sunget sange sammen med andre bands som Mushroom Cult af Dog Fashion Disco og lagt vokal på sangen Mein af Deftones.
Han producerede "Enter The Chicken" af Buckethead og lagde vokal til Bucketheadsangene We are One, Coma, og Waiting Hare.

## Diskografi
- 2007: Elect the Dead
- 2010: Elect the Dead Symphony
- 2010: Imperfect Harmonies
- 2012: Harakiri

### MedSystem of a Down
- 1998: System of a Down
- 2001: Toxicity
- 2002: Steal This Album!
- 2005: Mezmerize
- 2005: Hypnotize

### MedSerart
- 2003: Serart

### MedAxis of Justice
- 2004: Concert Series Volume 1

## Fodnoter
1. ↑  "Understanding Oil". Arkiveret fra originalen 10. januar 2012. Hentet 25. april 2007.